# Dystrykt Luizjany
Dystrykt Luizjany (ang. District of Louisiana) – niezorganizowane terytorium inkorporowane USA istniejące w latach 1804–1805 na ziemiach kupionych od Francji i niewłączonych do Terytorium Orleanu.
W ustawach z 31 października 1803 roku Kongres Stanów Zjednoczonych uchwalił utworzenie tymczasowego zarządu dla ziem nabytych od Francji. Prezydent Thomas Jefferson został upoważniony do użycia wojska do wprowadzenia na tym obszarze porządku. Oficjalne przejęcie terytoriów od Francji nastąpiło w okresie od 10 marca (Three Flags Day) do 30 września 1804 roku. Komendantem Luizjany był przez ten okres Amos Stoddard.
1 października 1804 roku weszła w życie ustawa z 26 marca, która rozszerzyła władzę instytucji Terytorium Indiany na Dystrykt Luizjany.
Włączenie Luizjany spotkało się z protestami części mieszkańców, wśród protestujących był założyciel St. Louis, Auguste 
Chouteau.
W okresie istnienia Dystryktu podpisano traktat w St. Louis z plemionami Sauków i Lisów, w którym przekazali oni tereny dzisiejszych stanów północno-wschodniego Missouri, północnego Illinois i południowego Wisconsin Stanom Zjednoczonym. W efekcie niezadowolenia część Indian stanęła po stronie brytyjskiej w wojnie amerykańsko-brytyjskiej w 1812 roku oraz wywołała Wojnę Czarnego Jastrzębia w 1832 roku.
3 marca 1805 roku Kongres utworzył z ziem Dystryktu Terytorium Luizjany, zmiany weszły w życie 4 lipca. Rząd nowego organizmu utworzono na wzór rządu Terytorium Indiany.